# Дюрантон, Николь
Николь Дюрантон (фр. Nicole Duranton) — французский политик, сенатор от департамента Эр.

## Биография
Родилась 13 октября 1958 года в городе Бретёй (департамент Эр). Политическую карьеру Николь Дюрантон начала в 2008 году, когда она была избрана мэром деревни Нажель-сее-Мениль. В 2010 году по списку партии Союз за народное движение прошла в Региональный совет Верхней Нормандии. В 2014 году в результате муниципальных выборов стала членом городского совета Эврё. 
В 2014 году была включена под вторым номеров в список партии Союз за народное движение на выборах сенаторов от департамента Эр и получила место сенатора.
В июле 2015 года вошла в состав наблюдательного совета агентства Франс Пресс.

## Занимаемые выборные должности
30.03.2008 — 28.03.2014 — мэр коммуны Нажель-сее-Мениль 

21.03.2010 — 16.12.2015 — член Регионального совета Верхней Нормандии 
 
с 28.09.2014 — сенатор от департамента Эр 